# D-Beat
D-Beat (auch bekannt als Discrust, Discore und Kängpunk in Schweden) ist eine Stilrichtung des Hardcore Punk, die in den frühen 1980er Jahren von durch Discharge beeinflusste Bands entwickelt wurde, nach denen das Genre benannt ist. Discharge selbst könnten den Beat von Motörhead übernommen haben. Der erste Genrevertreter war die Gruppe The Varukers.

## Charakteristik
Die Texte des D-Beat bestehen überwiegend aus gebrüllten Parolen. Das Genre unterscheidet sich von seinen Vorläufern durch seine minimalistischen Liedtexte und die größere Nähe zum Heavy Metal. Es ist dem Crust-Punk sehr ähnlich, der eine härtere und komplexere Abart ist. Die Aussagen von D-Beat-Bands sind typischerweise gegen den Krieg gerichtet und anarchistisch und folgen damit der düsteren Nuklearkriegssymbolik der 1980er-Anarcho-Punk-Bands. Die Musikrichtung war insbesondere in Schweden erfolgreich mit bekannten Vertretern wie Anti Cimex, Mob 47, Driller Killer, Wolfbrigade und No Security, Totalitär, Avskum, Skitsystem und Disfear sind ebenfalls schwedische D-Beat-Gruppen. Andere D-Beat-Bands sind Doom aus Großbritannien, Disclose aus Japan, Crucifix und Final Conflict aus den USA, Ratos de Porão aus Brasilien und MG15 aus Spanien. Ian Glasper schreibt dazu: „In the turbulent wake of Discharge, a hundred Discore - or D-beat - punk bands sprang up around the world.“

## Schwedischer D-Beat
Der erste schwedische D-Beat-Song ist Marquee von Rude Kids aus Stockholm, aufgenommen 1979. Es folgten KSBM (En Slemmig Torsk), Missbrukarna und als bekannteste Gruppe Anti Cimex. Anti-Cimex's zweite 7"-EP Raped Ass wurde als „eine der rauesten und gewaltsamsten Hardcore-Veröffentlichungen aller Zeiten“ beschrieben. Andere Gruppen dieser Art waren Shitlickers, Moderat Likvidation, Mob 47 und Asocial. Mob 47 wird zugeschrieben, den Stil von Discharge mit US-amerikanischem Hardcore Punk kombiniert zu haben. Viele dieser späten Bands begannen, Crust-Punk zu spielen. Skandinavische Gruppen wie Driller Killer, Totalitär, Skitsystem, Wolfbrigade und Disfear gehören zu den bekanntesten D-Beat-Bands, obwohl ihre Entwicklung eher in Richtung Death Metal ging. Sie beeinflussen eine Reihe neuer skandinavischer D-Beat- und Crust-Bands wie Livstid.

## Schlagzeugtechnik

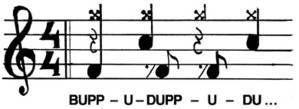
D-Beat in musikalischer Notation

D-Beat bezeichnet außerdem eine spezielle Schlagzeugtechnik, die auf Tez Roberts, den ursprünglichen Schlagzeuger von Discharge, zurückgeht und „zum Markenzeichen seiner Band“ wurde. Allerdings haben Mitglieder von Buzzcocks und Diamond Head diese Technik schon vorher benutzt. Der Begriff wurde von Rich Militia, Sänger von Sore Throat, 1988 geprägt, um das Schlagzeugspiel von Dave „Bambi“ Ellesmere, Roberts’ Nachfolger, auf Discharges EP Why? zu beschreiben. Der D-Beat ist „das definierende Element einer Musikrichtung, die sich im Wesentlichen, so kurios das klingt, musikalisch nur durch ihn definiert: Crust“. Auch im Metal wird er gelegentlich verwandt, beispielsweise von Motörhead oder von Metallica bei Hit the Lights.